# University of Limerick Vikings
Gli University of Limerick Vikings sono la squadra di football americano, dell'Università di Limerick, in Irlanda.

## Storia
La squadra è stata fondata nel 1999 e ha vinto 3 Shamrock Bowl e una EFAF Atlantic Cup.

## Dettaglio stagioni

### Tornei nazionali

#### Campionato

##### IAFL/Shamrock Bowl Conference
| Stagione | regular season | regular season | regular season | regular season | regular season | regular season | playoff | playoff | playoff | playoff | playoff | playoff       | playoff               |
|          | Vin            | Par            | Per            | Tot            | PF             | PS             | Vin     | Per     | Tot     | PF      | PS      | risultato     | avversaria            |
| -------- | -------------- | -------------- | -------------- | -------------- | -------------- | -------------- | ------- | ------- | ------- | ------- | ------- | ------------- | --------------------- |
| 2005     | 3              | 0              | 5              | 8              | 96             | 174            | -       | -       | -       | -       | -       | -             | -                     |
| 2007     | 7              | 0              | 1              | 8              | 299            | 70             | 2       | 0       | 2       | 66      | 16      | Campioni      | Cork Admirals         |
| 2008     | 7              | 0              | 1              | 8              | 286            | 88             | 2       | 0       | 2       | 66      | 20      | Campioni      | Dublin Rebels         |
| 2009     | 6              | 1              | 1              | 8              | 212            | 46             | 2       | 0       | 2       | 29      | 6       | Campioni      | Dublin Rebels         |
| 2010     | 6              | 1              | 1              | 8              | 300            | 66             | 1       | 1       | 2       | 20      | 15      | Shamrock Bowl | Dublin Rebels         |
| 2011     | 8              | 0              | 0              | 8              | 267            | 17             | 1       | 1       | 2       | 34      | 22      | Shamrock Bowl | Dublin Rebels         |
| 2012     | 8              | 0              | 0              | 8              | 371            | 37             | 1       | 1       | 2       | 77      | 22      | Shamrock Bowl | Belfast Trojans       |
| 2013     | 5              | 0              | 2              | 7              | 121            | 66             | 1       | 1       | 2       | 19      | 26      | Semifinale    | Belfast Trojans       |
| 2014     | 6              | 0              | 2              | 8              | 210            | 62             | 1       | 1       | 2       | 26      | 34      | Semifinale    | Belfast Trojans       |
| 2015     | 6              | 0              | 2              | 8              | 176            | 67             | 1       | 1       | 2       | 20      | 22      | Semifinale    | Belfast Trojans       |
| 2016     | 5              | 2              | 1              | 8              | 153            | 90             | 1       | 1       | 2       | 19      | 26      | Semifinale    | Dublin Rebels         |
| 2017     | 7              | 0              | 1              | 8              | 308            | 107            | 1       | 1       | 2       | 56      | 33      | Semifinale    | Carrickfergus Knights |
| 2018     | 2              | 0              | 6              | 8              | 75             | 183            | -       | -       | -       | -       | -       | -             | -                     |
| 2019     | 3              | 0              | 5              | 8              | 98             | 120            | -       | -       | -       | -       | -       | -             | -                     |
| Totale   | 79             | 4              | 28             | 111            | 2972           | 1193           | 14      | 8       | 22      | 432     | 242     |               |                       |

Fonti: Enciclopedia del Football - A cura di Massimo Mezzetti

##### Division 1
| Stagione | regular season | regular season | regular season | regular season | regular season | regular season | playoff | playoff | playoff | playoff | playoff | playoff         | playoff             |
|          | Vin            | Par            | Per            | Tot            | PF             | PS             | Vin     | Per     | Tot     | PF      | PS      | risultato       | avversaria          |
| -------- | -------------- | -------------- | -------------- | -------------- | -------------- | -------------- | ------- | ------- | ------- | ------- | ------- | --------------- | ------------------- |
| 2022     | 5              | 1              | 2              | 8              | 155            | 83             | 1       | 1       | 2       | 34      | 34      | Division 1 Bowl | Westmeath Minotaurs |
| Totale   | 5              | 1              | 2              | 8              | 155            | 83             | 1       | 1       | 2       | 34      | 34      |                 |                     |

Fonti: Enciclopedia del Football - A cura di Massimo Mezzetti

##### IAFL2 Conference
| Stagione | regular season | regular season | regular season | regular season | regular season | regular season | playoff | playoff | playoff | playoff | playoff | playoff   | playoff    |
|          | Vin            | Par            | Per            | Tot            | PF             | PS             | Vin     | Per     | Tot     | PF      | PS      | risultato | avversaria |
| -------- | -------------- | -------------- | -------------- | -------------- | -------------- | -------------- | ------- | ------- | ------- | ------- | ------- | --------- | ---------- |
| 2015     | 0              | 0              | 2              | 2              | 12             | 48             | -       | -       | -       | -       | -       | -         | -          |
| Totale   | 0              | 0              | 2              | 2              | 12             | 48             | -       | -       | -       | -       | -       |           |            |

Fonti: Enciclopedia del Football - A cura di Massimo Mezzetti

### Tornei internazionali

#### EFAF Atlantic Cup
| Stagione | regular season | regular season | regular season | regular season | regular season | regular season | playoff | playoff | playoff | playoff | playoff | playoff   | playoff             |
|          | Vin            | Par            | Per            | Tot            | PF             | PS             | Vin     | Per     | Tot     | PF      | PS      | risultato | avversaria          |
| -------- | -------------- | -------------- | -------------- | -------------- | -------------- | -------------- | ------- | ------- | ------- | ------- | ------- | --------- | ------------------- |
| 2010     | -              | -              | -              | -              | -              | -              | 2       | 0       | 2       | 77      | 32      | Campioni  | Lelystad Commanders |
| Totale   | -              | -              | -              | -              | -              | -              | 2       | 0       | 2       | 77      | 32      |           |                     |

Fonti: Sito Eurobowl.info Archiviato il 19 ottobre 2017 in Internet Archive.

### Riepilogo fasi finali disputate
| Anno           | Luogo         | Evento                   | Fase del torneo | Incontro                           | Risultato    |
| 29 luglio 2007 | Limerick      | IAFL                     | Shamrock Bowl   | UL Vikings - Cork Admirals         | 22 - 14      |
| 10 agosto 2008 |               | IAFL                     | Shamrock Bowl   | Dublin Rebels - UL Vikings         | 12 - 14      |
| 9 agosto 2009  |               | IAFL                     | Shamrock Bowl   | Dublin Rebels - UL Vikings         | 6 - 9        |
| 27 giugno 2010 | Dublino       | EFAF Atlantic Cup        | Finale          | UL Vikings - Lelystad Commanders   | 19 - 18      |
| 7 agosto 2010  | Tallaght      | IAFL                     | Shamrock Bowl   | Dublin Rebels - UL Vikings         | 15 - 0       |
| 31 luglio 2011 | Dublino       | IAFL                     | Shamrock Bowl   | Dublin Rebels - UL Vikings         | 14 - 13      |
| 14 luglio 2012 | Tallaght      | IAFL                     | Shamrock Bowl   | Belfast Trojans - UL Vikings       | 16 - 14      |
| 7 luglio 2013  | Dublino       | Shamrock Bowl Conference | Semifinale      | Belfast Trojans - UL Vikings       | 14 - 0       |
| 27 luglio 2014 |               | Shamrock Bowl Conference | Semifinale      | Belfast Trojans - UL Vikings       | 28 - 6       |
| 26 luglio 2015 | Belfast       | Shamrock Bowl Conference | Semifinale      | Belfast Trojans - UL Vikings       | 10 - 0       |
| 24 luglio 2016 |               | Shamrock Bowl Conference | Semifinale      | Dublin Rebels - UL Vikings         | 20 - 12      |
| 30 luglio 2017 | Carrickfergus | Shamrock Bowl Conference | Semifinale      | Carrickfergus Knights - UL Vikings | 21 - 20 o.t. |
| 31 luglio 2022 | Belfast       | AFI Division 1           | Division 1 Bowl | Westmeath Minotaurs - UL Vikings   | 16 - 13      |

## Palmarès
- 3 Shamrock Bowl (2007, 2008, 2009)
- 4 College Bowl (2006, 2007, 2008, 2009)
- 1 EFAF Atlantic Cup (2010)